# Landkreuzer P. 1000 Ratte
Landkreuzer P 1000 Ratte je bio njemački projekt super teškog tenka tijekom Drugog svjetskog rata. Predstavlja ideju nacističke Njemačke za izgradnjom ekstremnog tenka, koji bi jamčio pobjedu na bojištu. Dizajnirala ga je tvrtka Krupp, uz potporu Adolfa Hitlera, ali projekt je zaustavio ministar gospodarstva Albert Speer početkom 1943. i niti jedan primjerak nikada nije dovršen. S 1000 tona, P-1000 bi bio više od 5 puta teži od Panzera VIII, najvećeg ikad sagrađenog tenka. 

## Opis projekta
Povijest razvoja tenka Ratte (Štakor) počinje 1941. godine sa strateškim proučavanjem sovjetskih teških tenkova. Temeljem tih istraživanja i ideja, napravljen je super teški tenk Panzer VIII - Maus (Miš). Nastavljenim razvojem, tadašnji direktor Kruppa, Grote, stručnjak za konstrukciju podmornica je 23. lipnja 1942. predložio Hitleru razvoj 1000 tona teškog tenka pod nazivom Landkreuzer. Trebao je biti naoružan s brodskim topovima i oklopljen s 23 cm debelim čeličnim oklopom, toliko jakim da bi ga samo isto oružje koje taj tenk nosi moglo uništiti. Ovako težak tenk ne bi se mogao kretati cestama, a i kad se mogao kretati, cesta bi nakon njega bila potpuno uništena. Prelazak preko mosta bio bi nemoguć, ali projektanti su očekivali da bi tako velik tenk s udaljenosti od tla od 2 m, dužinom 34 metra, širinom 14 metara i visinom od 11 metara mogao prijeći i neke manje rijeke. 
Hitler je bio oduševljen idejom i odmah naredio da Krupp počne s razvojem. Do prosinca 1942. godine nekoliko osnovnih nacrta je bilo dovršeno, a koncept je nazvan Ratte.
Zamišljeno je da Ratte pokreću dva brodska 24-cilindrična Dieselova motora MAN V12Z32/44 snage od 8500 KS (6,2 MW) svaki ili osam 20-cilindričnih Daimler-Benzovih brodskih motora MB 501 snage od 2000 KS (1,5 MW) svaki, kako bi se dobilo 16.000 KS (11,8 MW), snage koja je potrebna da se tenk može kretati. Svaki bi motor bio opremljen i dodatnom disalicom za operacije prelaska preko vodene prepreke.
Glavno oružje ovog tenka trebala su biti dva 280 mm SK C/34 brodska topa montirana u izmijenjenu tešku brodsku kupolu korištenu na bojnim brodovima. Prema nekim navodim, jedna takva kupola je izgrađena prije nego što je cijeli projekt otkazan. Od ostalog naoružanja bio je planiran 128 mm protutenkovski top, dva 15 mm Mauser MG 151/15 automatska topa, osam 20 mm Flak 38 protuzračna topa itd. Projekt je otkazan i niti jedan prototip nije sagrađen.